# 悔罪的玛利亚玛达肋纳 (卡拉瓦乔)
《悔罪的玛利亚玛达肋纳》是意大利巴洛克画家卡拉瓦乔的 一幅油画，创作于约 1594 年至 1595 年。这幅画描绘的是玛利亚玛达肋纳（抹大拉的马利亚）悔改，懊悔自己往日为放荡的生活，身边是丢弃的衣服。 与传统上的抹大拉肖像画不同，这幅画颇为写实。该作品现藏于罗马的多利亚·潘菲利美术馆。 
这幅画创作于约 1594 年至 1595 年，当时卡拉瓦乔与朱塞佩·切萨里和范丁·佩特里阿尼住在一起。